# حسن اوحدی
حسن اوحدی سیاست‌مدار ایرانی بود، که در دوره بیست و چهارم مجلس شورای ملی به عنوان نماینده همایونشهر از استان اصفهان در مجلس شورای ملی حضور داشت.